# Canton de Recey-sur-Ource
Le canton de Recey-sur-Ource était une division administrative française située dans le département de la Côte-d'Or et la région Bourgogne-Franche-Comté.

## Géographie
Ce canton était organisé autour de Recey-sur-Ource dans l'arrondissement de Montbard. Son altitude variait de 251 m (Voulaines-les-Templiers) à 511 m (Beneuvre) pour une altitude moyenne de 342 m.

## Histoire
- De 1833 à 1848, les cantons d'Aignay et de Recey avaient le même conseiller général. Le nombre de conseillers généraux était limité à 30 par département[1].

## Représentation

### Conseillers généraux de 1833 à 2015
| Période | Période          | Identité                                                    | Étiquette              | Qualité |
| ------- | ---------------- | ----------------------------------------------------------- | ---------------------- | --- |
| 1833    | 1838 (démission) | Claude Thomas Bornot                                        |                        | Notaire à Aignay-le-Duc |
| 1838    | 1848             | Joseph Pétot                                                | Majorité ministérielle | Maître de forges Maire de Voulaines-les-Templiers Député (1834-1842)                                                         |
| 1848    | 1860 (décès)     | Joseph Bougueret (1812-1860)                                |                        | Maître de forges à Voulaines-les-Templiers                                                                                   |
| 1860    | 1870             | Antoine Alexandre Bougueret (1816-1874, frère du précédent) |                        | Maître de forges Maire de Voulaines-les-Templiers                                                                            |
| 1870    | 1879 (décès)     | Louis Bordet                                                | Droite                 | Maître de forges et propriétaire à Leuglay                                                                                   |
| 1879    | 1899 (décès)     | Alfred Bordet                                               | Républicain rallié     | Maire de Leuglay |
| 1899    | 1904 (décès)     | Georges Petit                                               | Républicain            | Maire de Voulaines-les-Templiers Député (1902-1904)                                                                          |
| 1904    | 1907             | Jean-Marie Morat (1876-1941)                                | Républicain            | Avocat à Dijon, maire de Recey-sur-Ource (1906-1941)                                                                         |
| 1907    | 1940             | Émile Vincent                                               | Rad.ind.               | Enseignant Maire de Voulaines-les-Templiers Député (1910-1936) - Sénateur (1936-1945) Nommé conseiller départemental en 1943 |
|         |                  |                                                             |                        | |
| 1945    | 1972 (décès)     | Jean Parisot                                                | SFIO puis PS           | Médecin à Recey-sur-Ource |
| 1973    | 1982             | Marie-Simone Parisot (épouse du précédent)                  | DVG puis DVD           | Maire de Recey-sur-Ource |
| 1982    | 1988             | Marcel Mathiaut                                             | app.UDF                | Industriel Maire de Saint-Broing-les-Moines                                                                                  |
| 1988    | 1994             | Florence Prevost-Guérin                                     | RPR puis DVD           | Dentiste à Recey-sur-Ource                                                                                                   |
| 1994    | 2015             | Claude Vinot                                                | DVD                    | Pharmacien Maire de Recey-sur-Ource jusqu'en 2014                                                                            |

### Conseillers d'arrondissement (de 1833 à 1940)
| Période                                  | Période      | Identité                     | Étiquette | Qualité |
| ---------------------------------------- | ------------ | ---------------------------- | --------- | --- |
| 1833                                     | 1836         | Didier Bougueret (1782-1861) |           | Maitre de forges à Voulaines et à Gurgy-la-Ville, maire de Rochefort                                        |
|                                          |              |                              |           | |
|                                          | 1890 (décès) | M. Gautrelet                 |           | Docteur-médecin                                                                                             |
|                                          |              |                              |           | |
| av.1919                                  | 1921 (décès) | Jules Febvre                 |           | Tanneur à Recey-sur-Ource                                                                                   |
| 1921                                     |              | Alexandre Guénin (1879-1942) |           | Négociant en bois, cultivateur, adjoint au maire de Leuglay                                                 |
| 1940                                     |              |                              |           | Les conseils d'arrondissement ont été suspendus par la loi du 12 octobre 1940 et n'ont jamais été réactivés |
| Les données manquantes sont à compléter. |              |                              |           | |

## Composition
Le canton de Recey-sur-Ource regroupait 17 communes :
| Communes                | Population (2012) | Code postal | Code Insee |
| ----------------------- | ----------------- | ----------- | ---------- |
| Beneuvre                | 101               | 21290       | 21063      |
| Bure-les-Templiers      | 150               | 21290       | 21116      |
| Buxerolles              | 37                | 21290       | 21123      |
| Chambain                | 39                | 21290       | 21129      |
| Chaugey                 | 13                | 21290       | 21157      |
| Essarois                | 93                | 21290       | 21250      |
| Faverolles-lès-Lucey    | 22                | 21290       | 21262      |
| Gurgy-la-Ville          | 46                | 21290       | 21312      |
| Gurgy-le-Château        | 61                | 21290       | 21313      |
| Leuglay                 | 380               | 21290       | 21346      |
| Lucey                   | 61                | 21290       | 21359      |
| Menesble                | 11                | 21290       | 21402      |
| Montmoyen               | 103               | 21290       | 21438      |
| Recey-sur-Ource         | 431               | 21290       | 21519      |
| Saint-Broing-les-Moines | 181               | 21290       | 21543      |
| Terrefondrée            | 60                | 21290       | 21626      |
| Voulaines-les-Templiers | 386               | 21290       | 21717      |

## Démographie
| 1962  | 1968  | 1975  | 1982  | 1990  | 1999  | 2006  | 2011  | 2012  |
| ----- | ----- | ----- | ----- | ----- | ----- | ----- | ----- | ----- |
| 3 439 | 3 149 | 2 699 | 2 568 | 2 274 | 2 178 | 2 009 | 1 960 | 1 947 |